# Venezuelský záliv
Venezuelský záliv (anglicky Gulf of Venezuela, španělsky Golfo de Venezuela) je mělký záliv v Karibském moři na hranici Venezuely s Kolumbií.

## Situace

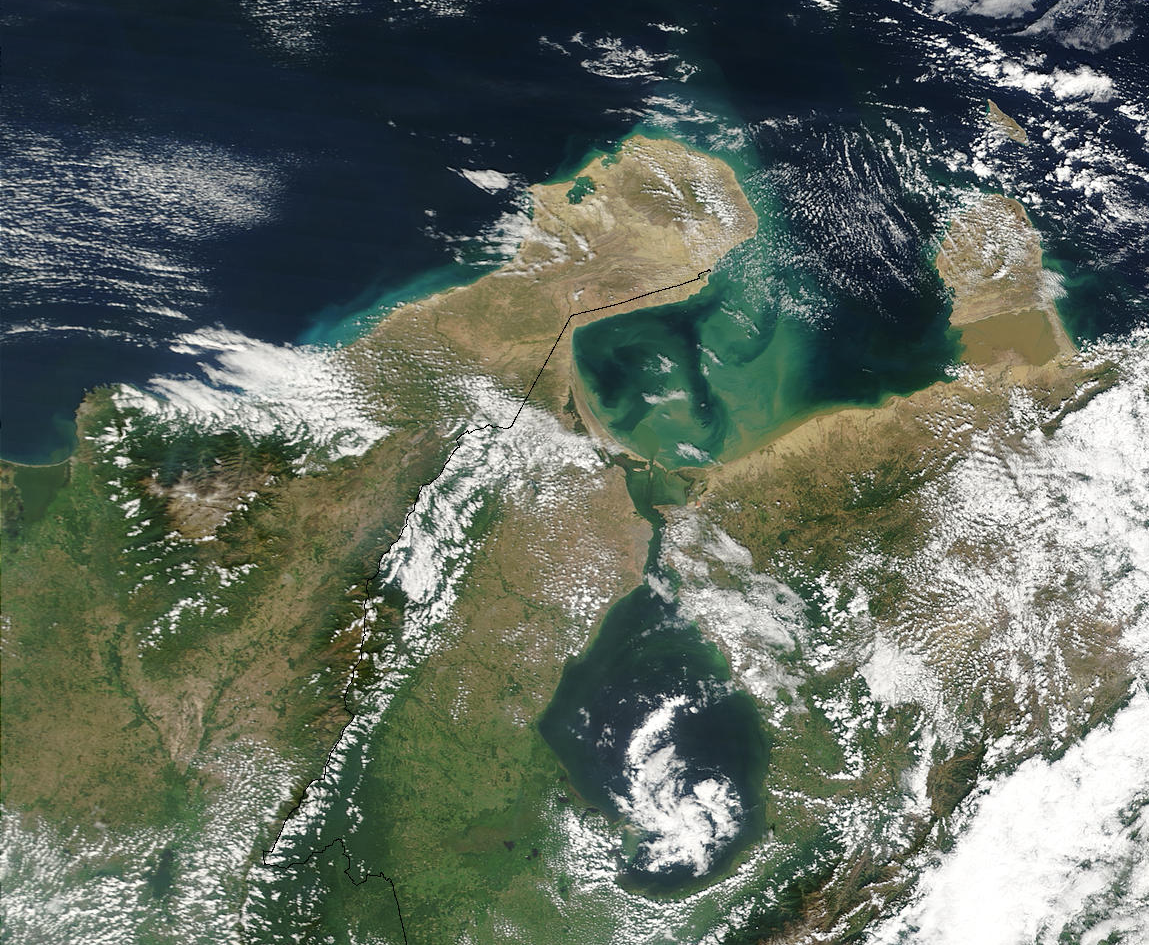
Satelitní snímek Venezuelského zálivu před rokem 2007

Záliv o šířce 240 km, nacházející se okolo 11. severní rovnoběžky, je ze severní strany až 120 km hluboko zapuštěný do jihoamerické pevniny. Je sevřen dvěma poloostrovy, se západu je to poloostrov Guajira a z východu Paraguaná. Z jižní strany je záliv propojen asi 65 km dlouhým průlivem Tablazo Strait s lagunovým jezerem Maracaibo s brakickou vodou.
Venezuelský záliv leží na kontinentálním šelfu který tvoří přechod mezi horskými pásy na pevnině a proláklinou v Karibském moři. Z důvodu pohybu Karibské desky začal šelf v minulosti pozvolna klesat pod mořskou hladinu. Venezuelský záliv je poměrně mělký (jen 20 až 30 m) a dno má pokryté silnou vrstvou sedimentu přineseného povodněmi z pevniny. Vede přes něj důležitá lodní trasa po které zaoceánské tankery odvážejí vytěženou ropu a byl proto v něm vykopán asi 100 km dlouhý, 245 m široký a 13,5 m hluboký kanál.
Přestože se v oblasti zálivu těží i zpracovává ropa a proplouvají jím lodě s hlubokým ponorem, je v zálivu voda která průběžně splňuje životní podmínky pro bohatou mořskou fauna. Žijí tam jak živočichové preferující nehluboké vody, tak i ti pravidelně migrující do plytkých vod. V hlubších vodách žijí i ryby ekonomicky významné, např. makrely, smuhy, chrochtali, cípali a murény. V místech kde Venezuelský záliv navazuje na mořskou hlubinu lze spatřit i rejnoky, manty a občas i kladivouny.

## Historie
Záliv objevili v roce 1499 Španělé Alonso de Hojeda a Juan de la Cosa a Ital Amerigo Vespucci, jeho okolí tehdy obývala indiánská etnika řadící se do skupiny s názvem Karibové. Ihned nato začala španělská kolonizace. Venezuela byla první země v Jižní Americe která po vítězné bitvě ve Venezuelském zálivu v roce 1823 vypudila španělské vojáky ze země a osamostatnila se.
Ropný průzkum zálivu a okolí začal roku 1947 a první úspěšné vrty byly provedeny o deset let později na úzkém venezuelském pásu poloostrova Guajira. V současnosti je tato šelfová oblast hodnocena jako jedna z nejbohatších na ropu a zemní plyn v Jižní Americe.

## Hraniční problémy
Již z koloniálních časů je vleklý spor o hranici mezi Venezuelou a Kolumbií vedenou v podélném směru přes poloostrov Guajira. Po dlouhé řadě dvoustranných, nebo za pomoci prostředníků vedených jednání došlo v roce 1941 k určení suchozemské hranice která však bývá i dnes zpochybňována.
Mnohem složitější je stanovení mořské hranice v zálivu a mezi jednotlivými výlučnými ekonomickými zónami do vzdálenosti 200 námořních mil od pobřeží. Kolumbie i Venezuela mají na vedení hranice své názory a žádná strana není ochotná ke kompromisu, v obou zemích jsou mezi obyvateli silné nacionalistické proudy rozdmýchávané politiky.